# 代替執行
代替執行（だいたいしっこう）とは、代替的作為義務を命ずる債務名義に基いて、債権者が裁判所に、債務者の費用でその代替的作為を債務者以外の者にさせることを債権者に授権する決定（授権決定）を求め、この授権決定に基づき、授権決定において指定された者があるときはこの者が、指定された者がないときは、債権者自身あるいは債権者が委任した者が、代替的作為義務を実現することである。

## 日本における代替執行
日本では代替執行は強制執行の一方法であるが、その他にも直接強制や間接強制という強制執行の方法が存在する。代替的作為義務については、代替執行の方法によるほか、債権者の申立てにより間接強制の方法で強制執行をすることもできる。

## 手続法上の位置付け
編集中

## 代替執行の方法により強制執行をなしうる債権
代替執行の方法により強制執行をなしうる債権は、代替的作為義務であり、例えば次のものが挙げられる。
- 一般的な建物の建築[注釈 3]
- 一般的な動産・不動産の修繕・修復の債務[注釈 4]
- 建物収去の債務
- 看板や廃棄物の撤去の債務
- 庭の清掃の債務
- 貨物運送の債務

他

## 日本以外における代替執行
編集中